# Temporada 1992 de la CART IndyCar World Series
La Temporada 1992 de la CART IndyCar World Series fue la decimocuarta temporada de la Championship Auto Racing Teams y del Campeonato de Monoplazas de Estados Unidos, que consistió en 16 carreras y una carrera no puntuable, comenzando en Surfers Paradise, Queensland, Australia, el 22 de marzo y concluyendo en Monterey, California, el 18 de octubre. El campeón de la PPG IndyCar World Series fue el piloto estadounidense Bobby Rahal, y el ganador de las 76.ª edición de las 500 Millas de Indianápolis fue el estadounidense Al Unser Jr.. El destacado Novato del Año fue el piloto Sueco ex-Fórmula 1, Stefan Johansson. Una vez más, se volvió a disputar una carrera fuera del campeonato, regresando a correrse en el Nazareth Speedway, el Desafío Marlboro, en Nazareth, Pensilvania.
El circuito acogió una nueva sede en 1992, el óvalo de New Hampshire International Speedway.

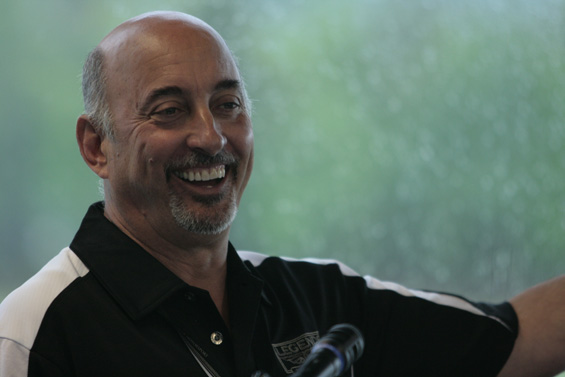
Bobby Rahal conquistó su segundo título en la temporada 1992 de la CART IndyCar World Series.

Bobby Rahal, quien estaba en su primera temporada como piloto propietario, ganó cuatro carreras y tuvo tres poles rumbo a su segundo al título. Tres victorias en los ovalos de Rahal incluyeron una victoria dominante de punta a punta en Phoenix, donde lideró las 200 vueltas. Rahal ´compitió con el "probado y verdadero"Lola/Ilmor Chevy "A" como su combinación ganadora. Era el final del campeonato para el motor Ilmor Chevy A. Rahal consiguió superar a los motores más nuevos que se incorporaron a la serie en 1992, como el Ford/Cosworth XB, así como el motor Ilmor Chevy "B", que fue utilizado por el equipo Penske. Por tercera vez, Michael Andretti terminaría segundo en el campeonato por detrás de Rahal en la puntuación final.

## Equipos y pilotos
| Equip./Prop.                                        | Chasís     | Motor                    | Neumáticos | Núm.  | Piloto (s)                                                                       |
| --------------------------------------------------- | ---------- | ------------------------ | ---------- | ----- | -------------------------------------------------------------------------------- |
| Newman-Haas Racing                                  | Lola       | FordXB                   | G          | 1     | Michael Andretti                                                                 |
| Newman-Haas Racing                                  | Lola       | FordXB                   | G          | 2     | Mario Andretti Teo Fabi                                                          |
| Chip Ganassi Racing                                 | Lola       | FordXB                   | G          | 6     | Arie Luyendyk Robby Gordon                                                       |
| Chip Ganassi Racing                                 | Lola       | FordXB                   | G          | 9     | Eddie Cheever                                                                    |
| Marlboro Team Penske                                | Penske     | Chevrolet                | G          | 4     | Rick Mears Al Unser                                                              |
| Marlboro Team Penske                                | Penske     | Chevrolet                | G          | 4/7   | Paul Tracy                                                                       |
| Marlboro Team Penske                                | Penske     | Chevrolet                | G          | 5     | Emerson Fittipaldi                                                               |
| Galles-Kraco Racing                                 | Galmer     | Chevrolet                | G          | 3     | Al Unser Jr.                                                                     |
| Galles-Kraco Racing                                 | Galmer     | Chevrolet                | G          | 18    | Danny Sullivan                                                                   |
| Walker Motorsport MacKenzie Financial               | Lola       | FordXB Chevrolet         | G          | 15    | Scott Goodyear                                                                   |
| Walker Motorsport MacKenzie Financial               | Lola       | FordXB Chevrolet         | G          | 17    | A.J. Foyt Tero Palmroth Johnny Rutherford Mike Groff Jon Beekhuis Willy T. Ribbs |
| Rahal-Hogan Racing                                  | Lola       | Chevrolet                | G          | 12    | Bobby Rahal                                                                      |
| Simon Racing                                        | Lola       | Chevrolet                | G          | 11    | Hiro Matsushita                                                                  |
| Simon Racing                                        | Lola       | Chevrolet                | G          | 11/22 | Raul Boesel                                                                      |
| Simon Racing                                        | Lola       | Chevrolet                | G          | 22    | Scott Brayton                                                                    |
| Simon Racing                                        | Lola       | Chevrolet                | G          | 90    | Lyn St. James                                                                    |
| Racing Team VDS                                     | Lola       | Chevrolet                | G          | 8     | John Andretti                                                                    |
| Dale Coyne Racing Edge Superior                     | Lola       | Cosworth                 | G          | 19    | Eric Bachelart Dennis Vitolo                                                     |
| Dale Coyne Racing Edge Superior                     | Lola       | Cosworth                 | G          | 39    | Ross Bentley Brian Bonner                                                        |
| Bettenhausen Racing                                 | Penske     | Chevrolet                | G          | 16    | Tony Bettenhausen Jr. Stefan Johansson                                           |
| Arciero Racing Alfa-Laval Team Losi                 | Lola       | Buick                    | G          | 30    | Fabrizio Barbazza Johnny Parsons Jacques Villeneuve Sr. John Jones Tero Palmroth |
| Arciero Racing Alfa-Laval Team Losi                 | Lola       | Buick                    | G          | 30/34 | Jeff Wood                                                                        |
| Euromotorsport Suntory Foods Fendi Diemme Group EEI | Lola       | Cosworth                 | G          | 42    | Vinicio Salmi Steve Chassey Tero Palmroth Jeff Wood Guido Daccò                  |
| Euromotorsport Suntory Foods Fendi Diemme Group EEI | Lola       | Cosworth                 | G          | 42/50 | Nicola Marozzo                                                                   |
| Euromotorsport Suntory Foods Fendi Diemme Group EEI | Lola       | Cosworth                 | G          | 50    | Jovy Marcelo (*) Christian Danner Mike Groff George Snider                       |
| Leadercard Hemelgarn Racing                         | Lola       | Buick                    | G          | 21    | Buddy Lazier                                                                     |
| Leadercard Hemelgarn Racing                         | Lola       | Buick                    | G          | 81    | Pancho Carter                                                                    |
| Hayhoe Racing                                       | Lola       | Chevrolet                | G          | 17/47 | Jimmy Vasser                                                                     |
| P.I.G. Enterprises                                  | Lola       | Chevrolet                | G          | 31    | Ted Prappas                                                                      |
| Truesports                                          | Truesports | Chevrolet                | G          | 10    | Scott Pruett                                                                     |
| Gilmore Racing                                      | Lola       | Chevrolet                | G          | 14    | Gregor Foitek Brian Bonner Ross Cheever Pancho Carter Jon Beekhuis Mike Groff    |
| Gilmore Racing                                      | Lola       | Chevrolet                | G          | 14/24 | A.J. Foyt                                                                        |
| RAL Group                                           | Truesports | Judd                     | G          | 24    | Brian Till                                                                       |
| Quaker State                                        | Lola       | Buick                    | G          | 26    | Roberto Guerrero Jim Crawford                                                    |
| Menard Racing                                       | Lola       | Buick                    | G          | 27    | Al Unser                                                                         |
| Menard Racing                                       | Lola       | Buick                    | G          | 59    | Tom Sneva                                                                        |
| D.B. Mann Development                               | Lola       | Buick                    | G          | 93    | John Paul Jr.                                                                    |
| Burns Racing Coca-Cola Collex                       | Lola       | Chevrolet Buick Cosworth | G          | 28    | Dominic Dobson Jay Hill Tony de Tommaso                                          |
| Menard Racing/Glidden Paints                        | Lola       | Chevrolet Buick          | G          | 27    | Nelson Piquet                                                                    |
| Menard Racing/Glidden Paints                        | Lola       | Chevrolet Buick          | G          | 51    | Gary Bettenhausen                                                                |
| Gilmore Racing/Gilette                              | Lola       | Chevrolet                | G          | 48    | Jeff Andretti                                                                    |
| Hemelgarn Racing/Jonathan Byrd's Cafetería/KFC      | Lola       | Buick                    | G          | 91    | Stan Fox                                                                         |
| Rhone-Poulenc Rorer                                 | Lola       | Chevrolet                | G          | 44    | Philippe Gache                                                                   |
| Patrick Racing                                      | Lola       | Buick                    | G          | 92    | Gordon Johncock                                                                  |
| King Racing                                         | Lola       | Buick                    | G          | 36    | Roberto Guerrero                                                                 |
| Pennzoil/Quaker State/G-Force                       | Lola       | Chevrolet                | G          | 38    | Didier Theys                                                                     |
| Teamkar                                             | Lola       | Chevrolet                | G          | 88    | Kenji Momota                                                                     |
| Concept Motorsports                                 | Lola       | Buick                    | G          | 66    | Mark Dismore                                                                     |

### Nota
- (*) Jovy Marcelo murió en prácticas para las 500 millas de Indianapolis de 1992,. Tenía 27 años de edad.

## Resultados de la Temporada

### Calendario y Resultados
| Rond. | Fecha            | Circuito                                                    | Comp.                                                    | Localización                            | Pole position      | Ganador            | Equipo Ganador       |
| ----- | ---------------- | ----------------------------------------------------------- | -------------------------------------------------------- | --------------------------------------- | ------------------ | ------------------ | -------------------- |
| 1     | 22 de marzo      | Dailkyo IndyCar Gran Premio de Surfers Paradise - Australia | Circuito Callejero de Surfers Paradise                   | Surfers Paradise, Queensland, Australia | Al Unser Jr.       | Emerson Fittipaldi | Marlboro Team Penske |
| 2     | 21 de abril      | Valvoline 200 de Phoenix                                    | Phoenix International Raceway                            | Phoenix, Arizona                        | Rick Mears         | Bobby Rahal        | Rahal-Hogan Racing   |
| 3     | 12 de abril      | Toyota Gran Premio de Long Beach                            | Circuito callejero de Long Beach                         | Long Beach, California                  | Michael Andretti   | Danny Sullivan     | Galles-Kraco Racing  |
| 4     | 24 de mayo       | 76.ª edición de las 500 Millas de Indianápolis              | Indianapolis Motor Speedway                              | Speedway, Indiana                       | Roberto Guerrero   | Al Unser Jr.       | Galles-Kraco Racing  |
| 5     | 7 de junio       | TT Automotive Gran Premio de Detroit                        | Circuito Callejero de Detroit - Circuito Belle Isle park | Detroit, Míchigan                       | Michael Andretti   | Bobby Rahal        | Rahal-Hogan Racing   |
| 6     | 21 de junio      | Budweiser/G. I. Joe's 200 de Portland                       | Portland International Raceway                           | Portland, Oregón                        | Emerson Fittipaldi | Michael Andretti   | Newman/Haas Racing   |
| 7     | 28 de junio      | Miller Genuine Draft 200 de Milawaukee                      | Milwaukee Mile                                           | West Allis, Wisconsin                   | Bobby Rahal        | Michael Andretti   | Newman/Haas Racing   |
| 8     | 5 de julio       | Nueva Inglaterra 200 de New Hampshire                       | New Hampshire International Speedway                     | Loudon, Nuevo Hampshire                 | Michael Andretti   | Bobby Rahal        | Rahal-Hogan Racing   |
| 9     | 19 de julio      | Molson Indy Toronto                                         | Circuito Callejero Exhibition Place de Toronto           | Toronto, Ontario                        | Bobby Rahal        | Michael Andretti   | Newman/Haas Racing   |
| 10    | 2 de agosto      | Michigan Marlboro 500                                       | Michigan International Speedway                          | Brooklyn, Míchigan                      | Mario Andretti     | Scott Goodyear     | Walker Motorsport    |
| 11    | 9 de agosto      | Budweiser Gran Premio de Cleveland                          | Circuito Burke Lakefront Airport                         | Cleveland, Ohio                         | Emerson Fittipaldi | Emerson Fittipaldi | Marlboro Team Penske |
| 12    | 23 de agosto     | Texaco / Havoline 200 de Road America                       | Road America                                             | Elkhart Lake, Wisconsin                 | Paul Tracy         | Emerson Fittipaldi | Marlboro Team Penske |
| 13    | 30 de agosto     | Molson Indy Vancouver                                       | Circuito Callejero de la Ciudad de Vancouver             | Vancouver, Columbia Británica           | Michael Andretti   | Michael Andretti   | Newman/Haas Racing   |
| 14    | 13 de septiembre | Pioneer Electronics 200 de Mid-Ohio                         | Mid-Ohio Sports Car Course                               | Lexington, Ohio                         | Michael Andretti   | Emerson Fittipaldi | Marlboro Team Penske |
| NP    | 3 de octubre     | Marlboro Challenge                                          | Nazareth Speedway                                        | Nazareth, Pensilvania                   | Michael Andretti   | Emerson Fittipaldi | Marlboro Team Penske |
| 15    | 4 de octubre     | Bosch Spark Plug Gran Premio de Nazareth                    | Nazareth Speedway                                        | Nazareth, Pensilvania                   | Michael Andretti   | Bobby Rahal        | Rahal-Hogan Racing   |
| 16    | 20 de octubre    | Toyota Gran Premio de Monterey                              | Mazda Raceway Laguna Seca                                | Monterey, California                    | Michael Andretti   | Michael Andretti   | Newman/Haas Racing   |

     Óvalo
     Circuito
     Competencia No Puntuable para el Campeonato

### Estadísticas Finales
| Pos. | Piloto                 | SUR | PHX | LBH | INDY 500 | DET | POR | MIL | LOU | TOR | MIC | CLE | ROA | VAN | MDO | NAZ | LAG | Puntos |
| ---- | ---------------------- | --- | --- | --- | -------- | --- | --- | --- | --- | --- | --- | --- | --- | --- | --- | --- | --- | ------ |
| 1    | Bobby Rahal            | 3   | 1*  | 2   | 6        | 1   | 14  | 2   | 1*  | 2   | 11  | 4   | 3   | 22  | 24  | 1   | 3   | 196    |
| 2    | Michael Andretti       | 17* | 10  | 16  | 13*      | 4*  | 1*  | 1*  | 2   | 1*  | 18  | 2   | 4   | 1*  | 21* | 2*  | 1*  | 192    |
| 3    | Al Unser Jr.           | 4   | 5   | 4*  | 1        | 9   | 3   | 7   | 8   | 7   | 4   | 3   | 2   | 2   | 3   | 11  | 9   | 169    |
| 4    | Emerson Fittipaldi     | 1   | 3   | 3   | 24       | 8   | 2   | 4   | 21  | 19  | 13  | 1*  | 1*  | 19  | 1   | 7   | 19  | 151    |
| 5    | Scott Goodyear         | 9   | 18  | 5   | 2        | 22  | 8   | 8   | 3   | 6   | 1*  | 10  | 20  | 5   | 16  | 4   | 26  | 108    |
| 6    | Mario Andretti         | 7   | 17  | 23  | 23       |     | 6   | 6   | 7   | 4   | 15  | 5   | 5   | 6   | 5   | 5   | 2   | 105    |
| 7    | Danny Sullivan         | 5   | 12  | 1   | 5        | 5   | 12  | 12  | 9   | 3   | 8   | 20  | 7   | 7   | 8   | 17  | 7   | 99     |
| 8    | John Andretti          | 6   | 6   | 20  | 8        | 21  | 5   | 9   | 5   | 5   | 6   | 12  | 6   | 15  | 4   | 18  | 5   | 94     |
| 9    | Raul Boesel            |     |     |     | 7        | 2   | 9   | 10  | 18  | 22  | 3   | 6   | 8   | 11  | 7   | 6   | 6   | 80     |
| 10   | Eddie Cheever          | 8   | 2   | 22  | 4        | 11  | 4   | 5   | 16  | 9   | 20  | 11  | 23  | 16  | 12  | 9   | 4   | 80     |
| 11   | Scott Pruett           | 18  | 7   | 9   | 30       | 19  | 10  | 11  | 6   | 25  | 5   | 7   | 9   | 4   | 9   | 10  | 14  | 62     |
| 12   | Paul Tracy             |     | 4   |     | 20       | 16  |     |     |     | 21  | 2   | 19  | 17  | 23  | 2   | 3   | 16  | 59     |
| 13   | Rick Mears             | 2   | 8   | 6   | 26       |     | 7   | 16  | 4   |     | 16  |     |     |     |     |     |     | 47     |
| 14   | Stefan Johansson       |     |     |     |          | 3   |     |     | 10  | 11  |     | 9   | 19  | 3   | 6   | 21  | 11  | 47     |
| 15   | Scott Brayton          | 20  | 9   | 17  | 22       | 12  | 22  | 3   | 17  | 17  | 10  | 21  | 12  | 8   | 10  | 8   | 10  | 39     |
| 16   | Al Unser               |     |     |     | 3        |     |     |     |     |     |     |     |     |     |     | 12  |     | 15     |
| 17   | Ted Prappas            | 10  |     | 14  | 16       | 14  | 15  | 15  | 20  | 23  |     | 13  | 10  | 9   | 11  | 19  | 18  | 12     |
| 18   | Eric Bachelart         | 22  | 13  | 8   | 32       | 7   | 16  | 13  |     | 24  | 22  | 17  | 21  | DNS | 20  | DNQ | 23  | 11     |
| 19   | Buddy Lazier           | 16  | 14  | 12  | 14       | 24  | 25  | 17  |     | 15  | 7   | 23  | 13  | 10  | 22  | 15  | 21  | 10     |
| 20   | Robby Gordon           |     |     |     |          | 17  | 13  | 21  |     | 8   |     | 8   | 18  | 17  |     |     |     | 10     |
| 21   | Teo Fabi               |     |     |     |          | 6   |     |     |     |     |     |     |     |     |     |     |     | 8      |
| 22   | Jimmy Vasser           | 15  | 15  | 7   | 21       |     | 23  |     |     | 12  |     | 14  |     | 18  | 25  | DNQ | 12  | 8      |
| 23   | Brian Till             |     |     | 11  |          | 23  | 20  |     | 12  | 10  |     | 15  | 11  |     | 14  |     | 27  | 8      |
| 24   | Tony Bettenhausen Jr.  | 13  | 11  | 15  | DNQ      |     | 21  | 18  |     |     | 9   |     |     |     |     |     |     | 6      |
| 25   | Mike Groff             |     |     |     | DNQ      | DNS |     | 14  | 13  |     |     |     |     | 24  | 15  | 16  | 8   | 5      |
| 26   | A.J. Foyt              | 23  | DNQ |     | 9        |     |     |     |     |     |     |     |     |     |     |     |     | 4      |
| 27   | Hiro Matsushita        | DNQ | 16  | 10  | DNQ      |     |     |     |     |     |     | 24  | 14  | 13  | 18  | 14  | 15  | 3      |
| 28   | Brian Bonner           |     |     |     | 19       | 10  |     | DNQ | DNQ |     |     |     |     |     | 17  |     |     | 3      |
| 29   | John Paul Jr.          |     |     |     | 10       |     |     |     |     |     |     |     |     |     |     |     |     | 3      |
| 30   | Ross Bentley           | 11  |     |     |          | 20  | 17  |     |     | 14  | 23  | 18  | DNQ | 14  |     |     |     | 2      |
| 31   | Pancho Carter          |     |     |     | DNQ      |     |     |     | 11  |     | 17  |     |     |     |     |     |     | 2      |
| 32   | Ross Cheever           |     |     |     |          |     | 11  | 20  |     |     |     | 25  | 25  | DNQ |     |     |     | 2      |
| 33   | Lyn St. James          |     |     |     | 11       |     |     |     |     |     |     |     |     |     |     |     |     | 2      |
| 34   | Jeff Wood              |     |     |     | DNQ      | 13  | 19  | 19  | 15  | 13  | 12  |     |     |     | 13  |     |     | 1      |
| 35   | Fabrizio Barbazza      | 12  | 20  | 21  | DNQ      |     |     |     |     |     |     |     |     |     |     |     |     | 1      |
| 36   | John Jones             |     |     |     |          |     |     |     |     |     |     |     |     | 12  | 23  | 22  |     | 1      |
| 37   | Dominic Dobson         |     |     |     | 12       |     |     |     |     |     |     |     |     |     |     |     |     | 1      |
| 38   | Roberto Guerrero       |     |     | 13  | 33       |     |     |     |     |     |     |     |     |     |     |     |     | 1      |
| 39   | Christian Danner       |     |     |     |          | 18  |     |     |     | 16  |     | 16  | 16  | 21  | 19  | 13  | 20  | 0      |
| 40   | Didier Theys           |     |     |     | DNQ      |     |     |     |     |     |     |     |     |     |     |     | 13  | 0      |
| 41   | Arie Luyendyk          |     |     |     | 15       |     |     |     |     |     | 14  |     |     |     |     |     |     | 0      |
| 42   | Dennis Vitolo          |     | 21  |     |          |     |     |     | 14  |     |     |     |     |     | DNS | 20  | 17  | 0      |
| 43   | Jovy Marcelo           | 14  | 19  | 19  | DNQ (*)  |     |     |     |     |     |     |     |     |     |     |     |     | 0      |
| 44   | Vinicio Salmi          |     |     |     |          |     | 18  |     |     | 20  |     |     | 15  | 20  |     |     | 24  | 0      |
| 45   | Jay Hill               |     |     |     |          | 15  |     |     |     |     |     |     |     |     |     |     |     | 0      |
| 46   | Gary Bettenhausen      |     |     |     | 17       |     |     |     |     |     |     |     |     |     |     |     |     | 0      |
| 47   | Gregor Foitek          | 21  |     | 18  | Wth      |     |     |     |     |     |     |     |     |     |     |     |     | 0      |
| 48   | Jon Beekhuis           |     |     |     |          |     |     |     |     | 18  | 21  |     |     |     |     |     |     | 0      |
| 49   | Jeff Andretti          |     |     |     | 18       |     |     |     |     |     |     |     |     |     |     |     |     | 0      |
| 50   | Steve Chassey          |     |     |     |          |     |     | 22  | 19  |     | 19  |     |     |     |     |     |     | 0      |
| 51   | Nicola Marozzo         | 19  |     |     |          |     | 24  |     |     |     |     |     |     |     |     |     |     | 0      |
| 52   | Jacques Villeneuve Sr. |     |     |     |          |     |     |     |     |     |     | 22  | 22  |     |     |     |     | 0      |
| 53   | George Snider          |     | 22  |     |          |     |     |     |     |     | 24  |     |     |     |     |     |     | 0      |
| 54   | Tony de Tommaso        |     |     |     |          |     |     |     |     |     |     |     |     |     |     |     | 22  | 0      |
| 55   | Guido Daccò            |     |     |     |          |     |     |     |     |     |     |     |     |     |     | 23  |     | 0      |
| 56   | Jim Crawford           |     |     |     | 25       |     |     |     |     |     |     |     |     |     |     |     |     | 0      |
| 57   | Willy T. Ribbs         |     |     |     |          |     |     |     |     |     |     |     |     |     |     |     | 25  | 0      |
| 58   | Tero Palmroth          |     | DNQ |     |          |     |     |     |     |     |     | 26  |     |     |     |     | 28  | 0      |
| 59   | Stan Fox               |     |     |     | 27       |     |     |     |     |     |     |     |     |     |     |     |     | 0      |
| 60   | Philippe Gache         |     |     |     | 28       |     |     |     |     |     |     |     |     |     |     |     |     | 0      |
| 61   | Gordon Johncock        |     |     |     | 29       |     |     |     |     |     |     |     |     |     |     |     |     | 0      |
| 62   | Tom Sneva              |     |     |     | 31       |     |     |     |     |     |     |     |     |     |     |     |     | 0      |
|      | Mark Dismore           |     |     |     | DNQ      |     |     |     |     |     |     |     |     |     |     |     |     | 0      |
|      | Kenji Momota           |     |     |     | DNQ      |     |     |     |     |     |     |     |     |     |     |     |     | 0      |
|      | Rocky Moran            |     |     |     | DNQ      |     |     |     |     |     |     |     |     |     |     |     |     | 0      |
|      | Johnny Parsons         |     |     |     | DNQ      |     |     |     |     |     |     |     |     |     |     |     |     | 0      |
|      | Nelson Piquet          |     |     |     | DNQ      |     |     |     |     |     |     |     |     |     |     |     |     | 0      |
|      | Johnny Rutherford      |     |     |     | DNQ      |     |     |     |     |     |     |     |     |     |     |     |     | 0      |
| Pos. | Piloto                 | SUR | PHX | LBH | INDY 500 | DET | POR | MIL | LOU | TOR | MIC | CLE | ROA | VAN | MDO | NAZ | LAG | Puntos |

| Color       | Resultados                    |
| ----------- | ----------------------------- |
| Oro         | Ganador                       |
| Plata       | 2° Lugar                      |
| Bronce      | 3° Lugar                      |
| Verde       | 4° y 5° Lugar                 |
| Azul claro  | 6° – 10° Lugar                |
| Azul oscuro | Finalizó (Fuera del Top 10)   |
| Púrpura     | No acabaron la carrera        |
| Rojo        | No lograron calificarse (DNQ) |
| Marrón      | No Arrancó (DNS)              |
| Negro       | Descalificado (DSQ)           |
| Blanco      | No Arrancó (DNS)              |
| Blanco      | Abandono por carrera (C)      |
| Sin color   | No participó                  |

| In-line notation                                                            | |
| Negrita                                                                     | Pole position (1 punto; excepto en Indy y Iowa)                                                            |
| 1 Como la clasificación fue cancelada, no se otorgan el punto al polesitter | |
| Cursiva                                                                     | Vuélta más rápida                                                                                          |
| *                                                                           | Mayor Número de vueltas lideradas (2 puntos)                                                               |
| DNS                                                                         | Piloto que no calificó No logró arrancar (DNS), gana la 1/2 de los Puntos por haber calificado/participado |
| Novato del Año                                                              | |
| Novato                                                                      | |

### Sistema de Puntuación
Los puntos para la temporada se otorgaron sobre la base de los lugares obtenidos por cada conductor (independientemente de que si el coche está en marcha hasta el final de la carrera):
| Posición | 1  | 2  | 3  | 4  | 5  | 6 | 7 | 8 | 9 | 10 | 11 | 12 |
| Puntos   | 20 | 16 | 14 | 12 | 10 | 8 | 6 | 5 | 4 | 3  | 2  | 1  |

#### Puntos de bonificación
- 1 Punto Para la Pole Position
- 1 Punto por liderar la mayoría de vueltas de la carrera